# Pasajul Nicolae Grigorescu – Splai Dudescu
Pasajul Nicolae Grigorescu – Splai Dudescu este un pasaj suprateran din București. Străpungerea Nicolae Grigorescu – Splai Dudescu a presupus lărgirea bulevardului Nicolae Grigorescu la trei benzi pe sens, construirea unui pasaj peste râul Dâmbovița și a două poduri la nivelul solului peste râu. Proiectul are o lungime totală de 2,4 kilometri, iar podul de 141 de metri. Lucrările la prima etapă au fost realizate de asocierea Delta ACM 93 – Eurovia – Search și au costat aproape 20 de milioane de euro.